# Hold til højre - når De skal til venstre
Hold til højre - når De skal til venstre er en dansk undervisningsfilm fra 1972 instrueret af Werner Hedman efter eget manuskript.

## Handling
Undervisningsfilm om færdselsreglerne for cyklister og knallertkørere.